# UEFA Konferencijska liga
UEFA Konferencijska liga (do 2024. UEFA Europska konferencijska liga) treće je klupsko natjecanje u organizaciji UEFA-e, iza Lige prvaka i Europske lige, a pobjednik ovog natjecanja stječe pravo sudjelovanja u idućoj sezoni Europske lige.

## Povijest
UEFA je navodno razmišljala o stvaranju trećeg europskog natjecanja barem od 2015. godine, vjerujući da bi moglo dati klubovima iz slabije rangiranih zemalja šansu za napredovanje, u daljnje faze natjecanja budući da su takvih klubovi običnu rano eliminirani u UEFA Ligi prvaka i UEFA Europskoj ligi. Sredinom 2018. godine pojačano se govorilo o najavi natjecanja, a mediji su objavljivali da je već postignut dogovor o pokretanju natjecanja i da će grupna faza UEFA Europske lige s 48 momčadi biti podijeljena na dva dijela, od kojih bi donja činila osnovu za novo natjecanje.
UEFA je 2. prosinca 2018. objavila da bi natjecanje – prvotno nazvano „UEFA Europska liga 2” ili samo „UEL2” – trebalo biti pokrenuto u okviru trogodišnjeg ciklusa od 2021. do 2024. UEFA je nadodala da će novo natjecanje donijeti „više utakmica za više klubova i zemalja”.
Prvi službeni naziv natjecanja, „UEFA Europska konferencijska liga”, objavljen je 24. rujna 2019.
UEFA Europska konferencijska liga započela je u sezoni 2021./22. Prvi strijelac u povijesti grupne faze bio je hrvatski nogometaš Stipe Perica za Maccabi Tel Aviv protiv armenskog Alaškerta. Šesnaest dana kasnije Harry Kane, igrač Tottenhama, protiv Mure postigao je prvi hat-trick u povijesti natjecanja.  Te je sezone u finalu Roma dobila Feyenoord s minimalnih 1:0, a jedini strijelac bio je Nicolò Zaniolo.
Dana 3. studenog 2022. West Ham United je postao prvi klub koji je bio pobjednik u svih šest utakmica grupne faze. West Ham United je u finalu dobio Fiorentinu 2:1 te time postao prvi neporaženi klub u nekoj sezoni tog natjecanja, ostvarivši dvanaest pobjedi i jedan poraz.
UEFA je 28. lipnja 2023. objavila da će se natjecanje od sezone 2024./25. zvati „UEFA Konferencijska liga”.
U sezoni 2023./24. Dinamo Zagreb je postao prvi hrvatski klub koji je izborio plasman u grupnu fazu UEFA Europske konferencijske lige. Zrinjski Mostar je također izborio plasman te time postao prvi bosanskohercegovački klub koji je izborio grupnu fazu nekog europskog natjecanja. Oboje su debitirali 21. rujna. Dinamo je dobio Astanu 5:1, a Zrinjski AZ Alkmaar 4:3.

## Statistika

### Pobjednici i finalisti
| Klub            | Država     | Pobjednik | Finalist     |
| --------------- | ---------- | --------- | ------------ |
| Roma            | Italija    | 2022.     |              |
| West Ham United | Engleska   | 2023.     |              |
| Olympiakos      | Grčka      | 2024.     |              |
| Chelsea         | Engleska   | 2025.     |              |
| Fiorentina      | Italija    |           | 2023., 2024. |
| Feyenoord       | Nizozemska |           | 2022.        |
| Real Betis      | Španjolska |           | 2025.        |

### Finala
| Sezona              | Prvak           | Rezultat  | Doprvak    | Stadion                   | Datum             |
| ------------------- | --------------- | --------- | ---------- | ------------------------- | ----------------- |
| 2021./22. Opširnije | Roma            | 1:0       | Feyenoord  | Arena Kombëtare, Tirana   | 25. svibnja 2022. |
| 2022./23. Opširnije | West Ham United | 2:1       | Fiorentina | Fortuna Arena, Prag       | 7. lipnja 2023.   |
| 2023./24. Opširnije | Olympiakos      | 1:0 (pr.) | Fiorentina | Stadion Aja Sofija, Atena | 29. svibnja 2024. |
| 2024./25. Opširnije | Chelsea         | 4:1       | Real Betis | Stadion Miejski, Wrocław  | 28. svibnja 2025. |

## Igračke nagrade

### Igrač sezone
- 2021./22.:  Lorenzo Pellegrini (Roma)
- 2022./23.:  Declan Rice (West Ham United)
- 2023./24.:  Ayoub El Kaabi (Olympiakos)
- 2024./25.:  Isco (Real Betis)

### Mladi igrač sezone
- 2021./22.:  Luis Sinisterra (Feyenoord)
- 2022./23.:  Andy Diouf (Basel)
- 2023./24.:  Igor Thiago (Club Brugge)
- 2024./25.:  Tobias Gulliksen (Djurgården)

## Novčane nagrade
Od sezone 2022./23. vrijede sljedeće nagrade za klubove:
| krug                           | nagrada     |
| ------------------------------ | ----------- |
| ispadanje u prvom pretkolu     | 150.000 €   |
| ispadanje u drugom pretkolu    | 350.000 €   |
| ispadanje u trećem pretkolu    | 550.000 €   |
| ispadanje u doigravanju        | 750.000 €   |
| ostvaren plasman u grupnu fazu | 2.940.000 € |
| pobjeda u grupnoj fazi         | 500.000 €   |
| remi u grupnoj fazi            | 166.000 €   |
| prvo mjesto u grupnoj fazi     | 650.000 €   |
| drugo mjesto u grupnoj fazi    | 325.000 €   |
| doigravanje za završni dio     | 300.000 €   |
| osmina finala                  | 600.000 €   |
| četvrtfinale                   | 1.000.000 € |
| polufinale                     | 2.000.000 € |
| finalist                       | 3.000.000 € |
| pobjednik                      | 5.000.000 € |

## Vanjske poveznice
- Službena web-stranica